# Federación Internacional de Asociaciones de Apicultura
La Federación Internacional de Asociaciones de Apicultura es una organización mundial cuyo objetivo principal es establecer relaciones entre las personas y asociaciones que se dedican a la apicultura. Para dar a conocer toda la información divulgativa y científica sobre el tema publica una revista llamada Apiacta, y cada dos años organiza un congreso llamado Apimondia, siendo un encuentro entre científicos y apicultores que se reúnen en diferentes países de los cinco continentes.

## Fundación Apimondia
El Instituto Internacional de Tecnología y Economía Apícola (IITEA), fue creado en 1970 por la Federación Internacional con el objetivo de llevar adelante actividades técnicas y económicas con la finalidad de promocionar la apicultura. El Instituto tiene sede en Rumania.

### Historia de Apimondia
| Nr      | Año  | Ciudad         | País            |
| I       | 1897 | Bruselas       | Bélgica         |
| II      | 1900 | París          | Francia         |
| III     | 1902 | Bolduque       | Países Bajos    |
| IV      | 1910 | Bruselas       | Bélgica         |
| V       | 1911 | Turín          | Italia          |
| VI      | 1922 | Marsella       | Francia         |
| VII     | 1924 | Quebec         | Canadá          |
| VIII    | 1928 | Turín          | Italia          |
| IX      | 1932 | París          | Francia         |
| X       | 1935 | Bruselas       | Bélgica         |
| XI      | 1937 | París          | Francia         |
| XII     | 1939 | Zúrich         | Suiza           |
| XIII    | 1949 | Ámsterdam      | Holanda         |
| XIV     | 1951 | Leamington Spa | Gran Bretaña    |
| XV      | 1954 | Copenhague     | Dinamarca       |
| XVI     | 1956 | Viena          | Austria         |
| XVII    | 1958 | Roma           | Italia          |
| XVIII   | 1961 | Madrid         | España          |
| XIX     | 1963 | Praga          | República Checa |
| XX      | 1965 | Bucarest       | Rumania         |
| XXI     | 1967 | Maryland       | EE. UU.         |
| XXII    | 1969 | Múnich         | Alemania        |
| XXIII   | 1971 | Moscú          | URSS            |
| XXIV    | 1973 | Buenos Aires   | Argentina       |
| XXV     | 1975 | Grenoble       | Francia         |
| XXVI    | 1977 | Adelaida       | Australia       |
| XXVII   | 1979 | Atenas         | Grecia          |
| XXVIII  | 1981 | Acapulco       | México          |
| XXIX    | 1983 | Budapest       | Hungría         |
| XXX     | 1985 | Nagoya         | Japón           |
| XXXI    | 1987 | Varsovia       | Polonia         |
| XXXII   | 1989 | Río de Janeiro | Brasil          |
| XXXIII  | 1993 | Pekín          | China           |
| XXXIV   | 1995 | Lausana        | Suiza           |
| XXXV    | 1997 | Antwerpia      | Bélgica         |
| XXXVI   | 1999 | Vancouver      | Canadá          |
| XXXVII  | 2001 | Durban         | Sudáfrica       |
| XXXVIII | 2003 | Liubliana      | Eslovenia       |
| XXXIX   | 2005 | Dublín         | Irlanda         |
| XXXX    | 2007 | Melbourne      | Australia       |
| XXXXI   | 2009 | Montpellier    | Francia         |
| XLII    | 2011 | Buenos Aires   | Argentina       |
| XLIII   | 2013 | Kiev           | Ucrania         |
| XLIV    | 2015 | Daejeon        | Corea del Sur   |
| XLV     | 2017 | Estambul       | Turquía         |
| XLVI    | 2019 | Montreal       | Canadá          |